# Bienaymé-formula
A Bienaymé-formula egy alapvető összefüggés a szórásnégyzettel (variancia) kapcsolatban.
A valószínűségszámításban az eloszlásokat számos paraméterrel lehet jellemezni. A szórásnégyzet azt mutatja meg, hogy egy valószínűségi változó milyen mértékben szóródik a várható értéktől (középérték), más szóval mennyire kenődik el. A szórásnégyzet paramétert az eloszlások megkülönböztetésére is alkalmazzák.
Az egyik ok, hogy előnyben részesítik más szórást jellemző paraméterrel szemben, az a korrelálatlan valószínűségi változókra érvényes Bienaymé-formula:
{\displaystyle \operatorname {Var} {\Big (}\sum _{i=1}^{n}X_{i}{\Big )}=\sum _{i=1}^{n}\operatorname {Var} (X_{i}).}
Ezt az összefüggést Bienaymé fedezte fel 1853-ban. Irénée-Jules Bienaymé (1796 – 1878) francia statisztikus volt.
Gyakran azt a feltételt fogalmazzák meg, hogy a független változókra érvényes a kifejezés, de a korrelálatlanság elégséges feltétel.
Ha minden változónak hasonló a szórásnégyzete σ², akkor, mivel az n-nel történő osztás lineáris transzformáció, a szórásnégyzet várható értéke:
{\displaystyle \operatorname {Var} \left({\overline {X}}\right)=\operatorname {Var} \left({\frac {1}{n}}\sum _{i=1}^{n}X_{i}\right)={\frac {1}{n^{2}}}\sum _{i=1}^{n}\operatorname {Var} \left(X_{i}\right)={\frac {\sigma ^{2}}{n}}.}
Ha n nő, akkor a szórásnégyzet várható értéke csökken.
Ezt az összefüggést a mintavétel átlagainak standard hiba definíciójánál használják, melyet a központi határérték elméletnél alkalmaznak.